# Körbeldorf
Körbeldorf (oberfränkisch: Kerwldorf)  ist ein Gemeindeteil der Stadt Pegnitz im Landkreis Bayreuth (Oberfranken, Bayern). Die Gemarkung Körbeldorf hat eine Fläche von 9,462 km². Sie ist in 1597 Flurstücke aufgeteilt, die eine durchschnittliche Flurstücksfläche von 5924,73 m² haben. In ihr liegen neben dem namensgebenden Ort die Gemeindeteile Hollenberg, Oberhauenstein und Unterhauenstein.

## Geografie
Das Kirchdorf liegt nordwestlich von Pegnitz. Nordöstlich erhebt sich mit etwa 627 m ü. NHN der Kleine Kulm, die höchste Erhebung der Fränkischen Schweiz. Nördlich fließt der Grießbach, ein linker Zufluss der Püttlach. Die Kreisstraße BT 26 führt nach Oberhauenstein (2,3 km westlich) bzw. die Bundesautobahn 9 unterquarend nach Pegnitz zur Bundesstraße 2 (3,5 km südöstlich). Gemeindeverbindungsstraßen führen nach Hollenberg (1,4 km südwestlich) und die A 9 überbrückend nach Büchenbach (2,3 km nördlich).

## Geschichte
Der Ort wurde im Jahr 1119 als „Churbendorf“ erstmals schriftlich erwähnt. Das Bestimmungswort des Ortsnamens geht auf den Personennamen Kurbilo zurück, die Kurzform von Korbinian. Eine Ableitung vom slawischen Personennamen Krb ist ebenfalls denkbar. Der Ort gehörte teilweise zur Grundausstattung des in demselben Jahr gegründeten Klosters Michelfeld. 1402 kaufte Johann, Burggraf zu Nürnberg, von Schwynarz, einem Amtmann zu Auerbach, den Ort. In der Rechtsnachfolge gelangten dessen Ansprüche an Brandenburg-Kulmbach. In der Fraisch unterstand Körbeldorf bis 1780 dem brandenburg-bayreuthischen Oberamt Pegnitz, danach für kurze Zeit dem Oberamt Creußen. Das pfalz-neuburgische Amt Hollenberg hatte ebenfalls Ansprüche im Ort. Das bambergische Amt Gößweinstein hatte im Ort einen Untertan.
Mit dem Gemeindeedikt (frühes 19. Jahrhundert) wurde der Steuerdistrikt Körbeldorf gebildet, zu dem Hollenberg, Oberhauenstein und Unterhauenstein gehörten. Zugleich entstand die Ruralgemeinde Körbeldorf, die deckungsgleich mit dem Steuerdistrikt war. Sie unterstand in Verwaltung und Gerichtsbarkeit dem Landgericht Pottenstein. Im Rahmen der Gebietsreform in Bayern wurde die Gemeinde am 1. Juli 1972 in die Stadt Pegnitz eingegliedert.

## Baudenkmäler
- Kreuzstein

## Vereine
- Freiwillige Feuerwehr Körbeldorf[15]